# Teorema de bună ordonare
Teorema de bună ordonare a lui Zermelo este o teoremă în cadrul teoriei mulțimilor care afirmă că peste orice mulțime se poate construi o relație de ordine în raport cu care mulțimea să fie bine ordonată.
Se poate demonstra că axioma alegerii, lema lui Zorn și teorema de bună ordonare a lui Zermelo sunt echivalente.